# Lough Carra
Il Lough Carra è uno dei tre grandi laghi dell'Irlanda occidentale, ed situato nel Mayo, poco a nord-est, poco a nord-est del più vasto Lough Mask. È la minore delle tre masse d'acqua. Formatosi in un terreno quasi esclusivamente composto da calcare, è lungo poco più di 9 km e largo meno di 2.
Le sue acque sono molto apprezzate per la pesca della trota bruna.